# Возвращение доктора Икс
Возвращение доктора Икс (англ. The Return of Doctor X) — детективный фильм ужасов режиссёра Винсента Шермана, вышедший 3 августа 1939 года.

## Сюжет
Журналист Уолтер Гэрретт намерен взять интервью у известной актрисы Анжелы Меррова, но обнаруживает её мертвой в номере отеля. Он пишет об этом статью. Полиция узнаёт о происшествии из газет, после чего немедленно приезжает на место преступления, но тела не находят. Комната в полном порядке, и нет никаких доказательств преступления. Полиция и коллеги не верят Гэрретту.
На следующее утро в редакцию приходит живая и здоровая Меррова и объявляет о намерении подать на газету в суд. Главный редактор увольняет Гэрретта. Пытаясь разобраться в ситуации, Уолтер приходит к другу-врачу Майку Роудсу, готовящему пациентку к операции. Однако вызванного для переливания крови профессионального донора убивает неизвестный. Его заменяет медсестра Джоан Вэнс. Майк влюбляется в неё. Доктор Флэгг, делавший операцию и увлекающийся гематологией, упоминает в разговоре с Майком о возможности «управлять судьбой» с помощью крови. После операции Роудса вызывают на дом к непришедшему донору. При обследовании трупа полицейские обнаруживают ножевое ранение в сердце, сделанное явно хирургическим инструментом, и полное отсутствие крови — признаки, обнаруженные Уолтером у Меррова. Пятна крови на ковре чужие — у жертвы была другая группа. При исследовании Майк понимает, что эта кровь не может принадлежать человеку или любому другому животному. Притворившись, что устал и идёт спать, Уолтер начинает следить за другом. Майк приезжает домой к Флэггу и показывает ему обнаруженную кровь. Уолтер видит в окно помощника Флэгга, Кейна, который ему кого-то напоминает. Флэгг в кабинете объясняет Майку, что Кейн работает на него пару лет и в прошлом пережил сильный шок, после которого ещё не оправился. Относительно принесённого образца крови доктор подтверждает мнение судмедэкспертов: обычная кровь с обычными химическими изменениями, сопровождающими посмертную коагуляцию.
Сразу после ухода Майка домой к Флэггу приезжает Меррова. Уолтер в окно видит, как она теряет сознание, едва дойдя до кабинета доктора. Кейн обзывает Флэгга неудачником. Доктор делает актрисе переливание крови.
Утром Уолтер отправляется в офис Майка. Майк не верит выводам Флэгга. В это время доктор велит Майку забыть ночной разговор и интересуется Джоан. Уолтер, подслушивающий за дверью, уверен, что Флэгг — убийца. Друзья решают поговорить с Мерровой и выяснить, что она делала у доктора ночью. Актриса признается, что уже несколько лет лечится у Флэгга от анемии и что её действительно убили и воскресили. В номер входит Кейн и выпровживает их, пообещав Майку поговорить о составе крови. Уолтер заставляет Майка приехать к бывшему начальнику — главному редактору, и они все рассказывают. Редактор звонит на работу с распоряжением об экстренном выпуске, но ему сообщают, что Меррова только что умерла. Уолтер понимает, что её убил Кейн. Гробовщик сообщает, что его вызвал доктор Флэгг и что она умерла естественной смертью.
Утром Уолтер отправляется в редакцию и просматривает архивы, чтобы вспомнить, на кого похож Кейн. Выясняется, что Кейн — хирург-маньяк Морис Хавье («Доктор Икс»), в рамках эксперимента моривший голодом ребёнка и убивший его. Был казнен на электрическом стуле, тело на кладбище отвозил доктор Флэгг. С помощью Майка раскопав могилу Хавье, Уолтер выясняет, что гроб пуст. Вместе они приезжают к Флэггу, который рассказывает о своих опытах по реанимации живых существ с помощью управления кровью и оживляет у них на глазах кролика. Хавье понадобился доктору, потому что также сильно увлекался гематологией и «для дальнейших исследований». Искусственная кровь, используемая для реанимации, способна поддерживать жизнь лишь некоторое время. Герои делают вывод, что Кейн/Хавье убил Меррову и донора, чтобы перелить себе их кровь и поддержать жизнь.
Их разговор подслушивает Хавье.
Герои идут в полицию и в газету рассказать услышанное. На пороге дома доктора их арестовывает полиция за похищение тела с кладбища.
Тем временем «Доктор Икс» требует у Флэгга список доноров с нужной группой крови. Тот отказывает, и Кейн убивает его и забирает список. Майкл и Уолтер понимают, что теперь Джоан в опасности. Приехав к ней домой, они узнают, что её похитил человек, чьи приметы совпадают с приметами Кейна. В качестве лаборатории Хавье выбирает дом на окраине города, тот самый, где он морил голодом ребёнка. Полиция окружает дом, когда доктор уже начинает переливание крови. Хавье убивают, и Майкл освобождает Джоан. Главный редактор хочет вернуть Уолтера, но тот отказывается. Он намерен вернуться в родной город и писать роман, но при виде новой секретарши шефа передумывает и остается в газете.

## В ролях
- Уэйн Моррис — Уолтер Гэрретт
- Дэннис Морган — Майкл Роудс
- Розмари Лейн — Джоан Вэнс
- Хамфри Богарт — доктор Морис Хавье («Доктор Икс») / Кейн
- Джон Лител — доктор Фрэнсис Флэгг
- Джон Риджли — Стэнли Роджерс, профессиональный донор, убитый Хавье
- Чарльз С. Уилсон — детектив Рой Кинкэйд, знакомый Уолтера Гэрретта
- Лия Лис — Анжела Меррова, актриса
- Клифф Сом — сержант полиции Морган
- Крейтон Хейл — менеджер отеля, в котором произошло убийство Анжелы Мерровы
- Джозеф Крехан — редактор газеты, начальник Уолтера Гэрретта
- Олин Хоуленд — гробовщик
- Гленн Ланган — интерн[2]